# Troy Iwata
Troy Iwata (* 10. Februar 1991 in den Vereinigten Staaten) ist ein US-amerikanischer Film- und Theaterschauspieler.

## Leben und Wirken
Iwata folgte als Kind seinem Bruder in die Schauspielerei und spielte schon während der Zeit auf der Highschool auf verschiedenen Bühnen. Während sich sein Bruder beruflich umorientierte, studierte Iwata Musical und Theater an der privaten christlichen Vanguard University of Southern California. Ehe er 2020 erstmals in einer Hauptrolle als Langston, des schwulen Bruders der Hauptprotagonistin Lily, in Dash & Lily zu sehen war, spielte er in verschiedenen US-amerikanischen Fernsehserien wie Quantico, Tell Me a Story und Ray Donovan Episodenrollen.
2019 feierte er sein Broadwaydebüt im Musical Be More Chill von Joe Iconis und Joe Tracz, zuvor war er bereits Off-Broadway in The Boy Who Danced On Air zu sehen, für das er für den Chita Rivera Award for Dance and Choreography nominiert wurde. Seit 2023 ist er Korrespondent in der Daily Show.

## Filmografie (Auswahl)
- 2011–2012: Small Parts: A Web Series (Fernsehserie, 2 Folgen)
- 2016: Truth Slash Fiction (Kurzfilm)
- 2017: Quantico (Fernsehserie, Folge 2.12: Wir sind die Guten)
- 2017: Time After Time (Fernsehserie, Folge 1.01: Pilot)
- 2018: Tell Me a Story (Fernsehserie, Folge 1.02: Kapitel 2)
- 2018–2019: New Amsterdam (Fernsehserie, Folgen 1.01 und 1.11)
- 2019: Ray Donovan (Fernsehserie, Folge 7.06: Zins und Zinseszins)
- 2020: Dash & Lily (Fernsehserie, 8 Folgen)
- 2024: Space Cadet
- 2024: Ein neuer Sommer (The Perfect Couple, Miniserie)

## Theatrografie (Auswahl)
- 2017: The Boy Who Danced On Air, Abingdon Theatre Company
- 2019: Be More Chill, Original Broadway
- 2020: Talk To Me, Abingdon Theatre Company